# Järpen
Järpen är en tätort i Undersåkers distrikt (Undersåkers socken) i västra Jämtland samt centralort i Åre kommun. Orten är belägen vid Järpströmmens mynning i Liten 25 kilometer öster om Åre och 73 kilometer väster om Östersund, med drygt 1 500 invånare.

## Historia
Järpen hyser ruinerna av en skans vid namn Hjerpe Skans. Denna var en försvarsanläggning under karolinernas tid och tidigare.
Järpen var och är belägen i Undersåkers socken och ingick efter kommunreformen 1862 i Undersåkers landskommun. I denna inrättades för orten 3 november 1905 Järpens municipalsamhälle som sedan upplöstes 31 december 1958. 

### Befolkningsutveckling
| Befolkningsutvecklingen i Järpen 1960–2020 | Befolkningsutvecklingen i Järpen 1960–2020 | Befolkningsutvecklingen i Järpen 1960–2020 | Befolkningsutvecklingen i Järpen 1960–2020 | Befolkningsutvecklingen i Järpen 1960–2020 |
| ------------------------------------------ | ------------------------------------------ | ------------------------------------------ | ------------------------------------------ | ------------------------------------------ |
|                                            |                                            |                                            |                                            |                                            |
| År                                         |                                            |                                            | Folkmängd                                  | Areal (ha)                                 |
| 1960                                       | 1960                                       |                                            | 1 108                                      |                                            |
| 1965                                       | 1965                                       |                                            | 1 272                                      |                                            |
| 1970                                       | 1970                                       |                                            | 1 296                                      |                                            |
| 1975                                       | 1975                                       |                                            | 1 455                                      |                                            |
| 1980                                       | 1980                                       |                                            | 1 732                                      |                                            |
| 1990                                       | 1990                                       |                                            | 1 735                                      | 259                                        |
| 1995                                       | 1995                                       |                                            | 1 645                                      | 217                                        |
| 2000                                       | 2000                                       |                                            | 1 449                                      | 217                                        |
| 2005                                       | 2005                                       |                                            | 1 439                                      | 218                                        |
| 2010                                       | 2010                                       |                                            | 1 408                                      | 217                                        |
| 2015                                       | 2015                                       |                                            | 1 539                                      | 234                                        |
| 2020                                       | 2020                                       |                                            | 1 589                                      | 232                                        |
|                                            |                                            |                                            |                                            |                                            |

## Samhället
Järpen har affärer, restauranger, bensinstationer, biograf, bank, systembolag, apotek, sporthall och offentlig service. 
År 1981 uppförde Undersåkers församling ett kapell i samhället, Järpens kapell.

## Näringsliv
Förutom offentlig förvaltning finns även Lundhags-fabriken, som tillverkar kängor och andra friluftskläder. 
Norrmontage, tillverkare av transformatorstationer.

## Utbildning
I Järpen finns Åre gymnasieskolas skid-, fordons- samt hotell- och restaurangutbildningar.
I Järpen finns det även en förskoleklass-års kurs 6 skola

## Sport
Föreningen Järpens IF har fotbollslag och ishockeylag. Här finns längdskidåkningsklubben Järpens SK. 
Skidåkarna Thomas Wassberg,  Anna Carin Zidek, Jan Ottosson och Torgny Mogren har gått på gymnasiet, som då hette Racklöfska gymnasiet.
Ishockeyspelarna och bröderna Henrik Lundqvist och Joel Lundqvist har Järpens IF som moderklubb.

## Kända personer bördiga från Järpen
- Lars Molin, författare och regissör